# マンププニョル
マンププニョルの巨石群（ロシア語: Мань-Пупу-нёр、Man-Pupu-Nyer）はロシア連邦のコミ共和国トロイツコ・ペチョルスキー地区に存在する、7本の巨大な石柱の総称である。いずれの巨石も高さは30mから42mあり、台地から突き出している。ロシア七不思議のひとつ。
巨石群はペチョラ川とイリチ川の水源付近のウラル山脈の西斜面にある、人の住む地域から遠く離れたペチョロ・イリチ自然保護区の中にあるため、観光で巨石群を見るためには自然保護区の許可が必要になる。保護区は典型的なユーラシア西部のタイガであり、ヘラジカ、トナカイ、タイセイヨウサケが生息している。1984年にユネスコの生物圏保護区に指定された。